# Mont Bourgeau
Pour les articles homonymes, voir Bourgeau.
Le mont Bourgeau est une montagne du chaînon Massive des Rocheuses canadiennes située dans le parc national de Banff au Canada. Il culmine à 2 931 m d'altitude. 
Il a été nommé par James Hector en 1860 en l'honneur d'Eugène Bourgeau, botaniste de l'expédition Palliser. Le lac Bourgeau se trouve au pied de la montagne.